# Postmacchiaioli
I Postmacchiaioli furono un gruppo nutrito di pittori che, partendo dalle premesse pittoriche a cui erano addivenuti i Macchiaioli, svilupparono un progetto artistico autonomo e innovativo. 

## Storia
La pittura postmacchiaiola succede cronologicamente a quella macchiaiola, ma ha anche elementi diversi che possono essere rintracciati nel maggior interesse della prima verso la cultura dell'impressionismo francese.
Fu il pittore livornese Alfredo Müller, di ritorno da un viaggio in Francia, a introdurre in Toscana le novità pittoriche degli impressionisti. Il primo quadro postmacchiaiolo fu dipinto da Plinio Nomellini nel 1888, e prese il titolo de Il fienaiolo, presentato poi all'Esposizione universale delle belle arti di Parigi nel 1890.
Si era appena consumato lo strappo tra i Macchiaioli e i Postmacchiaioli, suggellato da una lettera aspra scritta da Giovanni Fattori a Plinio Nomellini, con cui si avvertiva quest'ultimo dei rischi che avrebbe corso portando avanti una pittura appiattita su quella dei francesi Pissarro e Manet.
Negli anni successivi il gruppo dei Postmacchiaioli si arricchì di nuove personalità artistiche, che proseguirono nel tentativo di far evolvere la pittura macchiaiola.
Considerati per molto tempo come degli epigoni, o dei pittori di secondaria importanza, i Postmacchiaioli sono stati recuperati a livello critico, a partire dagli anni settanta del XX secolo e oggi sono considerati come un valido trait d'union tra la pittura ottocentesca e quella di inizio Novecento.

## Il gruppo labronico
Il Gruppo Labronico è un gruppo di pittori fondato a Livorno nel 1920 attivo tuttora, che ha contribuito alla diffusione dello stile postmacchiaiolico.

## Artisti postmacchiaioli
- Giulio Allori
- Cesare Bartolena
- Giovanni Bartolena
- Benvenuto Benvenuti
- Silvio Bicchi
- Franco Biondi
- Leonetto Cappiello
- Tito Cavagnaro[1]
- Galileo Chini
- Cesare Ciani
- Goffredo Cognetti
- Enrico Corazzi
- Vittorio Matteo Corcos
- Dino De Taranto
- Antonio De Witt
- Sergio Difficili
- Francesco Fanelli

- Oscar Ghiglia
- Raffaello Gambogi
- Francesco Gioli
- Luigi Gioli
- Gino Guidi
- Gino Romiti
- Guido Guidi
- Giorgio Kienerk
- Ulvi Liegi
- Llewelyn Lloyd
- Guglielmo Amedeo Lori
- Ugo Manaresi
- Guglielmo Micheli
- Alfredo Müller
- Plinio Nomellini
- Ferruccio Pagni
- Ruggero Panerai

- Dino Pelagatti
- Alberto Micheli Pellegrini
- Mario Puccini
- Ferruccio Rontini
- Carlo Servolini
- Gustavo Sforni
- Filadelfo Simi
- Aristide Sommati
- Gaetano Spinelli
- Lio Tognocchi
- Adolfo Tommasi
- Angiolo Tommasi
- Ludovico Tommasi
- Angelo Torchi
- Lorenzo Viani
- Giulio Cesare Vinzio